# 国际洋行旧址
国际洋行旧址，位于山东省枣庄市市中区车站街5号，是中华人民共和国山东省文物保护单位之一。
2006年12月7日，授予山东省文物保护单位，是一座近现代重要史迹及代表性建筑。